# Chryseobacterium scophthalmum
Chryseobacterium scophthalmum ist eine Bakterienart. Es wurde aus gesundem und krankem Speisefisch Steinbutt sowie aus dem freien Meerwasser isoliert.

## Merkmale
Die Kolonien sind rund, erhaben, ganz, glänzend, glatt und orange pigmentiert. Die Farbe wird durch ein nicht diffundierendes, flexirubinähnliches Pigment hervorgerufen.
Die Zellen sind stäbchenförmig, auch die Bildung von Filamenten kann auftreten. Die Präsenz der ursprünglich berichteten gleitende Bewegung („gliding motility“) wurde bei weiteren Untersuchungen nicht bestätigt. Die Zellwand ist mit 50 Nanometer relativ dick.
Einige Stämme von C. scophthalmum produzieren bei Anzucht auf Casein-Soja-Pepton-Agar (engl. Tryptic Soy Agar, TSA) auch ein rosabraunes bis dunkelbraunes, diffusionsfähiges Melanin-Pigment.

## Stoffwechsel
Chryseobacterium scophthalmum ist heterotroph. Wenn Sauerstoff vorhanden ist, erfolgt die Atmung mit Sauerstoff als terminalem Elektronenakzeptor. Unter anaeroben Bedingungen erfolgt die Gärung (Fermentation). Der Methylrot-Test und der Voges-Proskauer-Test verlaufen negativ. Wachstum erfolgt in Gegenwart von 0–4 % NaCl.

## Ökologie

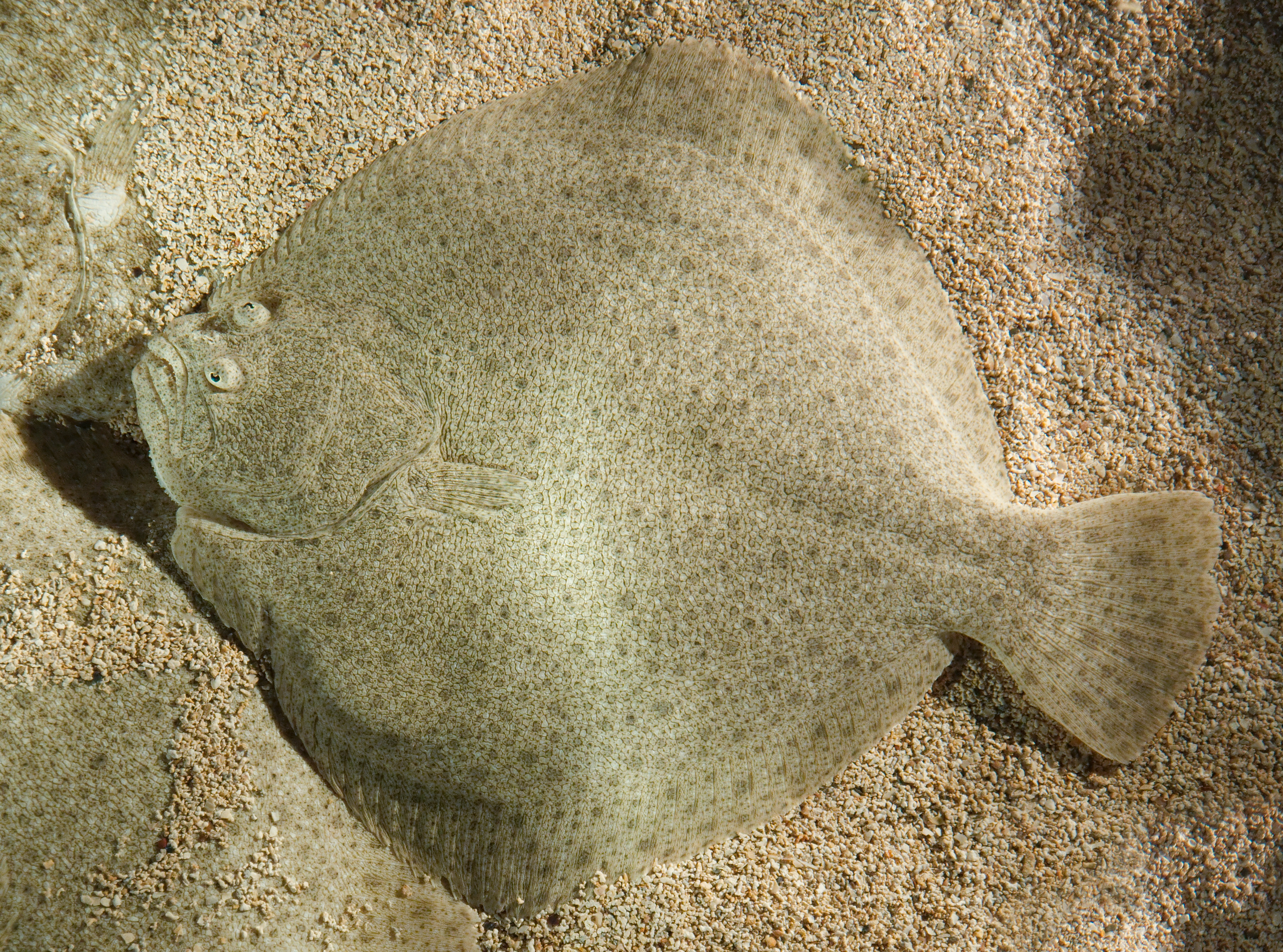
Steinbutt

Es wurden mehrere Stämme aus freiem Meerwasser wie auch aus gesundem und krankem Steinbutt (Scophthalmus maximus) isoliert. Die erkrankten Fische litten an Kiemenhyperplasie und hämorrhagische Septikämie. Die durch C. scophthalmum verursachte Infektion des Steinbutts wurde erfolgreich mit dem Antibiotikum Furazolidon bekämpft. In der Folge wurden, trotz verstärkter Suche, keine weiteren Stämme von Chryseobacterium scophthalmum in erkrankten Fischen gefunden.

## Systematik
Der Typstamm wurde zuerst 1994 beschrieben und damals der Gattung Flavobacterium zugeordnet (als Flavobacterium scophthalmum). Der Stamm stammte aus den Kiemen eines kranken Steinbutts. Untersuchungen der Taxonomie der Flavobacterium-Arten führten dazu, dass die Art zu der neu aufgestellten Gattung Chryseobacterium gestellt wurde. Hierbei wurden sechs Arten der Gattung Flavobacterium zu der neuen Gattung transferiert. Neben C. scophthalmum waren dies Chryseobacterium balustinum, C. gleum, C. indologenes, C. indoltheticum und C. meningosepticum. Als Typusart der Gattung wurde Chryseobacterium gleum gewählt.
Der Artname C. scophthalmum bezieht sich auf den wissenschaftlichen Namen des Steinbutts, Scophthalmus maximus. Der Gattungsname Chryseobacterium besteht aus dem lateinischen Wort bacterium und dem griechischen Wort chryseos, was so viel wie „golden“ bedeutet und auf die Farbe der einzelnen Kolonien deutet.